# 13.ª Avenida Suroeste
La 13.ª Avenida Suroeste (Decimotercera Avenida Suroeste) es una avenida discontinua de la ciudad de Managua, Nicaragua, que atraviesa zonas institucionales, residenciales y comerciales del suroeste de la capital.

## Trazado
La vía tiene varios segmentos no conectados. El primer tramo comienza en la 1.ª Calle Noroeste en el Barrio Buitrago y atraviesa el Barrio El Carmen, zona residencial conocida por albergar la residencia oficial del presidente y la vicepresidenta de Nicaragua. Otro tramo se desarrolla en las inmediaciones de Plaza España y más adelante cruza la Pista Juan Pablo II a través del Barrio El Periodista. El último tramo culmina en la Pista Suburbana en las cercanías del Memorial Sandino.

## Intersecciones principales
- 1.ª Calle Noroeste – Inicio en el Barrio Buitrago
- 7.ª Calle Suroeste – Cruce en área residencial
- 10.ª Calle Suroeste – Intersección en el Barrio El Carmen
- Pista Juan Pablo II – Conexión importante en el Barrio El Periodista
- Rotonda El Periodista – Nodo vial entre Pista Suburbana y Juan Pablo II
- Pista Suburbana – Fin del recorrido en zona de urbanización moderna

## Barrios que atraviesa
- Barrio Buitrago
- Barrio El Carmen (Managua)
- Barrio El Periodista
- Memorial Sandino
- Campo Bruce

## Coordenadas
12°7′20″N 86°15′50″O / 12.12222, -86.26389